# 汪金
汪金（？—？年），字汝礪，江西广信府貴溪縣人，民籍。明朝政治人物。

## 生平
正德二年（1507年）丁卯科江西乡试第三名舉人，正德九年（1514年）甲戌科二甲第七十八名進士，授刑部主事，武宗欲南巡，上疏劝谏不可南幸者九，并劝武宗戒酒，五月改任大理寺右寺正。嘉靖初任雲南臨安府知府，官至提學副使。